# Charley Wolf
Charles Anthony Wolf, detto Charley (Covington, 7 maggio 1926 – 26 novembre 2022), è stato un allenatore di pallacanestro statunitense, professionista nella NBA.
Era il nonno del tennista Jeffrey John Wolf.